# Pliotrema
Pliotrema — рід акул родини пилконосих (Pristiophoridae). Включає 3 види.

## Розповсюдження
Рід поширений на заході Індійського океану уздовж узбережжя ПАР, Мозамбіку, Мадагаскару, Занзібару та Маскаренських островів.

## Опис
Загальна довжина досягає 98-170 см. Спостерігається статевий диморфізм: самиці більші за самців. Голова витягнута. Морда довга та пласка з бічними зубчиками як у всіх пилконосових акул. Також є вусики біля основи великих зубців. Особливістю є наявність 6 пар зябрових щілин. очі невеликі на верхній стороні голови. Тулуб довгий, циліндричний з 2 спинними плавцями. Анальний плавець відсутній.

## Спосіб життя
Воліє до середніх глибинах від 35 до 500 м, часто зустрічається на мілині. За допомогою морди-«пилки» розкопує ґрунт, викопуючи здобич. Останню вистежує за допомогою вусиків, а також здатності до електричного відчуття (на кшталт сонара). Живиться костистими рибами, головоногими молюсками та молюсками. Також використовує «пилку» при захисті від більш великих акул.
Статева зрілість у самців настає при розмірі у 83 см, у самиць — 110 см. Це яйцеживородна акула. Самиця народжує 5-7 дитинчат завдовжки 35 см.

## Види
- Pliotrema annae  Weigmann, Gon, Leeney & Temple, 2020
- Pliotrema kajae  Weigmann, Gon, Leeney & Temple, 2020
- Pliotrema warreni  Regan, 1906